# Pstriná
Pstriná és un poble i municipi d'Eslovàquia. Es troba a la regió de Prešov, al nord del país.

## Història
La primera referència escrita de la vila data del 1497.

## Demografia
| Godina             | 1994 | 2004    | 2014   | 2024   |
| ------------------ | ---- | ------- | ------ | ------ |
| Nombre de persones | 89   | 59      | 60     | 65     |
| Diferència         |      | −33,70% | +1,69% | +8,33% |

| Godina             | 2023 | 2024    |
| ------------------ | ---- | ------- |
| Nombre de persones | 59   | 65      |
| Diferència         |      | +10,16% |